# 长毛柃
长毛柃（学名：Eurya patentipila）为山茶科柃木属下的一个种。

## 扩展阅读
- 維基物種上的相關：长毛柃